# 贵州理工学院
贵州理工学院（英語：Guizhou Institute of Technology，縮寫：GIT），创办于2013年，是一所本科理工院校。2011年，贵州省提出实施“工业强省”战略，在原贵州大学蔡家关校区的校址上筹建贵州理工学院。
学院设置14个二级学院（资源与环境工程学院、采矿工程学院、材料与冶金工程学院、机械工程学院、电气工程学院、信息工程学院、化学工程学院、轻工工程学院、土木工程学院、建筑与城市规划学院、交通工程学院、制药工程学院、经济管理学院、理学院）和4个基础教学部门（马列主义教学部、大学外语教学部、体育教学部、工程实训中心）。